# Mošusni sljez
Mošusni sljez (sliez češljastolistni, lat. Malva moschata) zeljasta trajnica iz porodice sljezovki raširena po Europi, uključujući i Hrvatsku, a u Sjevernoj Americi je udomaćena.
Naraste do 80 cm visine, stabljika uspravna, ponekad dlakava, listovi naizmjenični, dlanasto podijeljeni na pet do sedam režnjeva. Cvjetovi promjera oko 5 cm su pojedinačni ili skupljeni po troje. plod je kalavac.
M. moschata ima jestive listove, cvjetove i sjemenke

## Sinonimi
- Bismalva laciniata Fourr.
- Bismalva moschata (L.) Medik.
- Malva dethardingii Link ex Dethard.
- Malva geraniifolia J.Gay
- Malva laciniata Desr.
- Malva lamottei Jord. ex Nyman
- Malva moschata f. alba Moldenke
- Malva orsiniana Ten.